# Douglas Lloyd Amlot
Douglas Lloyd Amlot, CBE, DFC, AFC (* 14. Juni 1910; † 21. März 1979) war ein britischer Luftwaffenoffizier der Royal Air Force, der zuletzt im Range eines Air Commodore Leiter der Abteilung Flugausbildung im Luftwaffenministerium (Air Ministry) war.

## Leben

### Ausbildung zum Luftwaffenoffizier und Zweiter Weltkrieg
Amlot absolvierte nach dem Schulbesuch zunächst eine Pilotenausbildung für die Zivilluftfahrt, die er 1933 mit einer Civil Pilot’s Licence abschloss. Am 6. November 1935 trat er in die Royal Air Force ein und begann eine Offiziersausbildung in einem Luftwaffendepot. Bereits am 23. November wurde er als Testpilot an die Luftwaffenausbildungsschule 4 (No. 4 Flying Training School RAF) auf dem Militärflugplatz RAF Abu Sueir in Ägypten und im Anschluss am 14. August 1936 als Pilot zur 6. Fliegerstaffel (No. 6 Squadron RAF) in Ismailia versetzt, wo er am 6. November 1936 auch zum Leutnant (Pilot Officer) befördert wurde. Während dieser Zeit nahm er an Einsätzen im Völkerbundsmandatsgebiet Palästina teil und am 6. Mai 1938 zum Oberleutnant (Flying Officer) befördert. Für die dortigen Verdienste wurde er ferner am 22. November 1938 mit dem Distinguished Flying Cross (DFC) ausgezeichnet.
Nach seiner Rückkehr nach Großbritannien wurde Amlot 1938 Qualifizierter Flugausbilder am Royal Air Force College Cranwell, wechselte aber bereits 1939 als Chefflugausbilder an die 21. Flugdienstausbildungsschule SFTS (No. 21 Service Flying Training School) in Kumalo in Südrhodesien. Am 6. November 1939 wurde er Berufssoldat (Permanent Commission) mit dem Rang eines Oberleutnants und erhielt am 6. Mai 1940 seine Beförderung zum Hauptmann (Flight Lieutenant). 1941 wurde er Kommandeur (Commanding Officer) der ebenfalls in Südrhodesien gelegenen 27. Grundflugausbildungsschule (No. 27 Elementary Flying Training School ) in Induna.

### Nachkriegszeit und Aufstieg zum Air Commodore
Nachdem Amlot 1941 Kommandeur des Luftwaffenstützpunktes RAF Cardington sowie Offizier im Führungsstab des RAF College Cranwell war, fand er von 1942 bis 1946 Verwendung als Offizier in der Abteilung für Operationsplanung des Luftwaffenministeriums (Air Ministry). Während dieser Zeit wurde er am 20. November 1942 zum Major (Squadron Leader) befördert, wobei diese Beförderung auf den 1. September 1941 zurückdatiert wurde. Für seine Verdienste wurde ihm am 14. Juni 1945 das Air Force Cross (AFC) verliehen.
Nach seiner Beförderung zum Oberstleutnant (Wing Commander) am 1. Oktober 1946 wurde er am 28. Oktober 1946 Offizier für Einrichtungen in der Organisationsabteilung des Luftwaffenstabes. Anschließend wurde er am 3. Juli 1948 Kommandeur der 1. Gruppe der Royal Pakistan Air Force (RPAF), der Luftstreitkräfte Pakistans, das formell am 14. August 1947 die Unabhängigkeit vom Vereinigten Königreich erhielt. In dieser Funktion leitete er Luftbrückeneinsätze zur Versorgung der Bevölkerung Kaschmirs im ersten Indisch-Pakistanischen Krieg. 1949 wurde er Chef des Stabes der Royal Pakistan Air Force und fungierte als solcher auch als stellvertretender Oberkommandierender der RPAF während der Ortsabwesenheit des Oberkommandierenden Air Vice Marshal Richard Atcherley.
Nach seiner Rückkehr ins Vereinigte Königreich wurde Amlot am 7. Juni 1951 Commander des Order of the British Empire (CBE)  und erhielt zudem am 1. Juli 1951 seine Beförderung zum Oberst (Group Captain). In der Folgezeit war er Mitglied des Vereinigten Planungsstabes im Verteidigungsministerium. Am 7. September 1953 übernahm er den Posten als Senior Air Staff Officer (SASO) der 25. Luftwaffenausbildungsgruppe (No. 25 (Training) Group). Zuletzt wurde er am 31. Dezember 1956 Leiter der Abteilung Flugausbildung im Luftwaffenministerium und bekleidete diese Funktion bis zu seinem Eintritt in den Ruhestand am 30. Oktober 1960. Am 8. September 1958 wurde ihm der Dienstgrad eines kommissarischen Brigadegeneral (Air Commodore) verliehen. Mit diesem Rang schied er aus dem aktiven Militärdienst aus.